# Eleccions legislatives de Mongòlia de 2012
Les eleccions legislatives de Mongòlia de 2012 van ser unes eleccions que es van celebrar a Mongòlia el 28 de juny de 2012 per escollir els setanta-sis diputats de la Gran Jural de l'Estat.
Durant les eleccions parlamentàries també es van celebrar les eleccions a l'ajuntament d'Ulan Bator, la primera vegada que ambdues s'han celebrat al mateix temps. Per primera vegada, en les eleccions es van utilitzar màquines de recompte de vots en virtut de les noves lleis electorals parlamentàries perquè les eleccions fossin més justes.

## Sistema electoral
Una nova llei electoral sobre les eleccions parlamentàries va introduir, per primera vegada, la figura dels observadors electorals nacionals, designats per organitzacions de la societat civil. A més a més, vint-i-vuit escons dels setanta-sis en joc de diferents circumscripcions plurinominals passarien a ser elegits per a l'assignació proporcional, mentre que la resta serien en circumscripcions uninominals majoritaris en què només hi ha un escó en joc. Un altre dels canvis més destacats és l'augment de la quota d'escons reservats a dones del 15 al 20%.
Aquestes eleccions és el cas més atípic de la història electoral de Mongòlia per l'establiment d'un sistema electoral mixt, que combina els sistemes majoritaris i proporcionals, que va donar lloc a una major representació dels partits polítics minoritaris i una major inestabilitat política.

## Candidats
El 24 de maig, el Partit Democràtic (PD) i el Partit del Poble de Mongòlia (PPM) van anunciar els seus candidats per a les eleccions. Un nou partit que va participar va ser el Partit Revolucionari del Poble de Mongòlia, creat en 2010 per Nambaryn Enkhbayar.
Abans de gener, el Partit Democràtic formava part de la gran coalició de govern amb el Partit de Poble de Mongòlia, però després es va retirar per a centrar-se en la campanya.

## Resultats
El partit opositor Partit Democràtic va guanyar les eleccions sense arribar a la majoria absoluta, davant de la davallada del Partit del Poble de Mongòlia.
Quatre escons van quedar sense cobrir després de les eleccions; en dues circumscripcions el candidat guanyador va obtenir menys del 28% dels vots, mentre que la victòria de dos candidats del PPM va ser anul·lada per infracció de la llei electoral.